# Nilton Bernal
Nilton Bernal (Bogotá; 12 de agosto de 1966) es un exfutbolista y entrenador de fútbol colombiano. Actualmente no dirige a ningún equipo.

## Trayectoria como jugador
Criado en el barrio Bravo Páez, al sur de Bogotá, desde temprana edad Nilton se destacó como una figura reconocida del microfútbol en su comunidad. Con el tiempo, dejó las canchas pequeñas para dar el salto al fútbol once, donde fue convocado a entrenar con la Selección de fútbol de Bogotá. Su talento no pasó desapercibido, y pronto fue llevado por el profesor Luis Alfonso Marroquín a integrar las Selecciones Colombia en las categorías Sub-15, Sub-17 y Sub-20, compartiendo equipo con grandes figuras como René Higuita, "La Turbina" Tréllez y James Rodríguez (padre), entre muchos otros.
Se terminó de formar profesionalmente en Millonarios, equipo con el que debutó en 1985 bajo la dirección técnica del argentino Eduardo Luján Manera, en un partido frente al Cúcuta Deportivo en el estadio General Santander. Aquella jornada fue doblemente especial, ya que también marcó su primer gol como profesional. Con cuadro embajador se logró consagrarse campeón en dos oportunidades, obteniendo las estrellas 12 y 13 en la Temporada 1987 y Temporada 1988. En ese periodo disputó 100 partidos y anotó 15 goles, consolidándose como uno de los referentes del equipo. Su permanencia en el club se extendió hasta 1991, cuando una lesión lo alejó de las canchas durante casi dos años
En 1993 fichó por el Atlético Huila, club con el que ingresó a la historia al anotar el primer gol de la institución en la primera división del fútbol colombiano. El destino quiso que ese tanto histórico lo marcara precisamente frente a Millonarios, su antiguo equipo. Con el elenco huilense estaría hasta su retiro en 1995.

## Trayectoria como entrenador

### Millonarios
Ya graduado con técnico de fútbol en el 2000 regresa a Millonarios donde ejerció 14 años en las divisiones menores del cuadro azul, coronándose campeón de Pre-Infantil, Juvenil, Sub-15, Sub-17 y Primera C dirigiendo a jugadores como Alvaro Anzola, Morumbi Zapata, Omar Andrés Rodríguez, El Cabezón Rodríguez, Álex Díaz, Wilson Cuero, Pedro Franco, Oswaldo Henríquez, Omar Vásquez, Leonardo Castro, Jose Fernando Cuadrado, Yuber Asprilla, Edier Tello, entre otros.
A finales de 2008, se consagra campeón de la Categoría Primera C tras ganar el cuadrangular final.
Además, entre el 1 de mayo de 2009 y durante un mes hasta el 2 de junio, dirigió como interino 5 partidos al equipo profesional ante la salida de Oscar Héctor Quintabani y posteriormente ante la salida de Luis Augusto García también asistió a Diego Barragán en durante 13 encuentros.
En el 2010 el cuadro embajador se quedó con el título del Campeonato Postobón al empatar en Magangué 1-1 en el partido de vuelta de la final frente al Real Cartagena, después de haber ganado la ida 3-1 en Zipaquirá. De esta forma el equipo azul representó al país en la primera Copa Libertadores Sub-20 efectuada en Perú en 2011.

### Fortaleza CEIF
Para enero de 2015 llega al Fortaleza CEIF, de la Segunda División donde logra ascender el 30 de noviembre de 2015, ganándole al Leones de Urabá 3-0 y quedando con 15 puntos 2 más que el Deportivo Pereira. Su logro más importante es haber ascendido al Fortaleza CEIF gracias al subtítulo conseguido, después de perder la final con el Atlético Bucaramanga.
Para 2016 ya en la primera división los resultados no fueron los esperados y en la última fecha del torneo apertura se conoce la no continuidad de Nilton luego de 1 año y medio al mando del club atezado.

### Unión Magdalena
En 2017, dirigió al ciclón bananero entre el 1 de abril y el 14 de agosto en la segunda división colombiana.

### Valledupar FC
En noviembre de 2017, llega a comandar a los vallenatos. Estando en el cargo hasta finales de 2019.

### Real Cartagena
Al cuadro heroico lo dirige entre 2020 y 2021 sin mayor trascendencia.

### San Francisco
El 3 de septiembre de 2024, se confirma su primera experiencia internacional llegando a las filas del San Francisco FC de Panamá.
En el Torneo Apertura 2025 alcanza la final, la cual pierde tras caer goleado por un marcador de 6-0 frente a Plaza Amador y siendo expulsado de dicho encuentro tras reiterados reclamos al árbitro.

## Clubes

### Como jugador
| Club             | País     | Año       |
| ---------------- | -------- | --------- |
| Millonarios      | Colombia | 1985-1986 |
| Deportes Quindío | Colombia | 1987      |
| Millonarios      | Colombia | 1987-1991 |
| Real Cartagena   | Colombia | 1992      |
| Atlético Huila   | Colombia | 1993-1995 |

### Como formador
| Club                              | País     | Año       |
| --------------------------------- | -------- | --------- |
| Divisiones menores de Millonarios | Colombia | 2000-2004 |
| Divisiones menores de Millonarios | Colombia | 2005-2009 |
| Divisiones menores de Millonarios | Colombia | 2010-2013 |

### Como asistente técnico
| Equipo                    | AT de:              | Periodo             | Periodo                  |
| Equipo                    | AT de:              | Desde               | Hasta                    |
| ------------------------- | ------------------- | ------------------- | ------------------------ |
| Millonarios · Colombia    | Óscar Cortés        | 14 de julio de 2004 | 26 de septiembre de 2004 |
| Millonarios · Colombia    | Bonner Mosquera (e) | 15 de abril de 2008 | 18 de mayo de 2008       |
| Millonarios · Colombia    | Luis Augusto Garcia | 2 de junio de 2009  | 25 de marzo de 2010      |
| Millonarios · Colombia    | Diego Barragán (e)  | 26 de marzo de 2010 | 2 de junio de 2010       |
| Atlético Huila · Colombia | Virgilio Puerto     | 13 de abril de 2013 | 25 de agosto de 2014     |

### Como entrenador
Actualizado al último partido dirigido el día 31 de mayo de 2025. Plaza Amador 6-0 San Francisco. 

| Millonarios · (interino) · Colombia | 1ª                  | 2009                | 3   | 1  | 1  | 1  | 2  | 1 | 1  | 0  | - | - | - | - | 5   | 2  | 2  | 1  | 53.33% | 8   | 7   | 1   |
| Millonarios · (interino) · Colombia | Total               | Total               | 3   | 1  | 1  | 1  | 2  | 1 | 1  | 0  | 0 | 0 | 0 | 0 | 5   | 2  | 2  | 1  | 53.33% | 8   | 7   | 1   |
| Fortaleza CEIF · Colombia           | 2ª                  | 2015                | 40  | 18 | 13 | 9  | 6  | 1 | 1  | 4  | - | - | - | - | 46  | 19 | 14 | 13 | 51.44% | 59  | 52  | 7   |
| Fortaleza CEIF · Colombia           | 1ª                  | 2016                | 20  | 4  | 3  | 13 | 6  | 1 | 1  | 4  | - | - | - | - | 26  | 5  | 4  | 17 | 24.36% | 22  | 44  | -22 |
| Fortaleza CEIF · Colombia           | Total               | Total               | 60  | 22 | 16 | 22 | 12 | 2 | 2  | 8  | 0 | 0 | 0 | 0 | 72  | 24 | 18 | 30 | 41.66% | 81  | 96  | -15 |
| Unión Magdalena · Colombia          | 2ª                  | 2017                | 9   | 2  | 1  | 6  | 4  | 2 | 0  | 2  | - | - | - | - | 13  | 4  | 1  | 8  | 33.33% | 15  | 20  | -5  |
| Unión Magdalena · Colombia          | Total               | Total               | 9   | 2  | 1  | 6  | 4  | 2 | 0  | 2  | 0 | 0 | 0 | 0 | 13  | 4  | 1  | 8  | 33.33% | 15  | 20  | -5  |
| Valledupar FC · Colombia            | 2ª                  | 2018                | 33  | 10 | 11 | 12 | 6  | 1 | 2  | 3  | - | - | - | - | 39  | 11 | 13 | 15 | 39.32% | 47  | 53  | -6  |
| Valledupar FC · Colombia            | 2ª                  | 2019                | 30  | 7  | 12 | 11 | 6  | 0 | 2  | 4  | - | - | - | - | 36  | 7  | 14 | 15 | 32.4%  | 33  | 51  | -18 |
| Valledupar FC · Colombia            | Total               | Total               | 63  | 17 | 23 | 23 | 12 | 1 | 4  | 7  | 0 | 0 | 0 | 0 | 75  | 18 | 28 | 29 | 36.44% | 80  | 104 | -24 |
| Real Cartagena · Colombia           | 2ª                  | 2020                | 17  | 3  | 3  | 11 | 4  | 1 | 3  | 0  | - | - | - | - | 21  | 4  | 6  | 11 | 28.57% | 12  | 25  | -13 |
| Real Cartagena · Colombia           | 2ª                  | 2021                | 15  | 5  | 5  | 5  | 4  | 2 | 2  | 0  | - | - | - | - | 19  | 7  | 7  | 5  | 49.12% | 26  | 26  | 0   |
| Real Cartagena · Colombia           | Total               | Total               | 32  | 8  | 8  | 16 | 8  | 3 | 5  | 0  | 0 | 0 | 0 | 0 | 40  | 11 | 13 | 16 | 38.33% | 38  | 51  | -13 |
| San Francisco · Panamá              | 1ª                  | C-2024              | 9   | 1  | 2  | 6  | -  | - | -  | -  | - | - | - | - | 9   | 1  | 2  | 6  | 18.52% | 4   | 11  | -7  |
| San Francisco · Panamá              | 1ª                  | A-2025              | 20  | 8  | 6  | 6  | -  | - | -  | -  | - | - | - | - | 20  | 8  | 6  | 6  | 50%    | 23  | 22  | 1   |
| San Francisco · Panamá              | Total               | Total               | 29  | 9  | 8  | 12 | 0  | 0 | 0  | 0  | 0 | 0 | 0 | 0 | 29  | 9  | 8  | 12 | 40.23% | 27  | 33  | -6  |
| Total en su carrera                 | Total en su carrera | Total en su carrera | 196 | 59 | 57 | 80 | 38 | 9 | 12 | 17 | 0 | 0 | 0 | 0 | 234 | 68 | 69 | 97 | 38.89% | 249 | 311 | -62 |
| 1. 2.                               |                     |                     |     |    |    |    |    |   |    |    |   |   |   |   |     |    |    |    |        |     |     |     |

## Palmarés

### Como jugador
| Título           | Club        | País     | Año  |
| ---------------- | ----------- | -------- | ---- |
| Primera División | Millonarios | Colombia | 1987 |
| Primera División | Millonarios | Colombia | 1988 |

### Como entrenador
| Título              | Organizador                     | Club               | País     | Año  |
| ------------------- | ------------------------------- | ------------------ | -------- | ---- |
| Categoría Primera C | Difutbol                        | Millonarios B      | Colombia | 2008 |
| Campeonato Postobón | Federación Colombiana de Fútbol | Millonarios Sub-19 | Colombia | 2010 |